# Saint-Loup (Creuse)
 Saint-Loup  es una comuna (municipio) de Francia, en la región de Lemosín, departamento de Creuse, en el distrito de Aubusson y cantón de Chambon-sur-Voueize.
Su población en el censo de 1999 era de 175 habitantes.
Está integrada en la Communauté de communes du Carrefour des Quatre Provinces.

## Demografía
| 286 | 310 | 250 | 234 | 186 | 175 |
| Para los censos de 1962 a 1999 la población legal corresponde a la población sin duplicidades (Fuente: INSEE [Consultar]) |     |     |     |     |     |